# Ferdinand Gottfried von Velen
Ferdinand Gottfried Freiherr von Velen (* 1626; † 7. Juli 1685) war kaiserlicher Kämmerer und Obrist sowie Schlossherr zu Raesfeld, Herr zu Bretzenheim und Regent der Grafschaft Megen.

## Leben

### Herkunft und Familie
Ferdinand Gottfried von Velen entstammte dem westfälischen Adelsgeschlecht von Velen und war der Sohn des Alexander II. von Velen (Feldmarschall und Kriegsrat, auch als „westfälischer Wallenstein“ bezeichnet) und dessen Gemahlin Alexandrine Amstenraet Gräfin zu Huyn und Gelen (1594–1654).
Am 25. Juli 1656 heiratete er Sophia Elisabeth von Limburg-Styrum (um 1630; † 26. Oktober 1685), Tochter des Hermann Otto I. von Limburg-Styrum und der Anna Magdalene Spies von Büllesheim zu Frechen (1595–1659). Aus der Ehe gingen sieben Töchter und fünf Söhne hervor, darunter Alexander Otto (1657–1727, Nachfolger im Amt) und Christoph Otto (1671–1733, kaiserlicher Generalfeldmarschall) hervor.

### Wirken
Ferdinand Gottfried wurde am 10. Juni 1653 kaiserlicher Kämmerer unter Ferdinand III. Nach dessen Tod blieb er Kämmerer beim Nachfolger Kaiser Leopold I. Dort bekleidete er auch das Amt eines Obristen.
Ursprünglich wollte Alexander II. von Velen seinen Besitz dem jüngsten Sohn Paul Ernst vermachen, doch dieser starb bereits 1657. So übergab er seinem ungeschickten Sohn Ferdinand Gottfried die Verwaltung des Schlosses Raesfeld und der übrigen Besitztümer. 1664, vor dem Tod seines Vaters, verkaufte er heimlich das Haus Hagenbeck an Burckhardt Wilhelm von Westerholt. 1675 verkaufte er das Gut Engelrading für 24.000 Reichstaler an den münsteraner Domherren Christoph Alexander von Velen.
In den zehn Jahren seiner Schlossherrschaft verspielte er mit seinem verschwenderischen Lebensstil einen Großteil des Familienvermögens.
Als er 1675 nach dem Tod seines Vaters Schlossherr in Raesfeld wurde, begann er 1681 mit dem Ausbau des Tiergartens, den Alexander II. 1653 begonnen hatte. Es wurde ein Brunnen mit vier Delfinen geschaffen. Der Tiergarten gehört zu den ältesten deutschen Schlossgärten der Renaissance.